# Grupos de homotopía de esferas

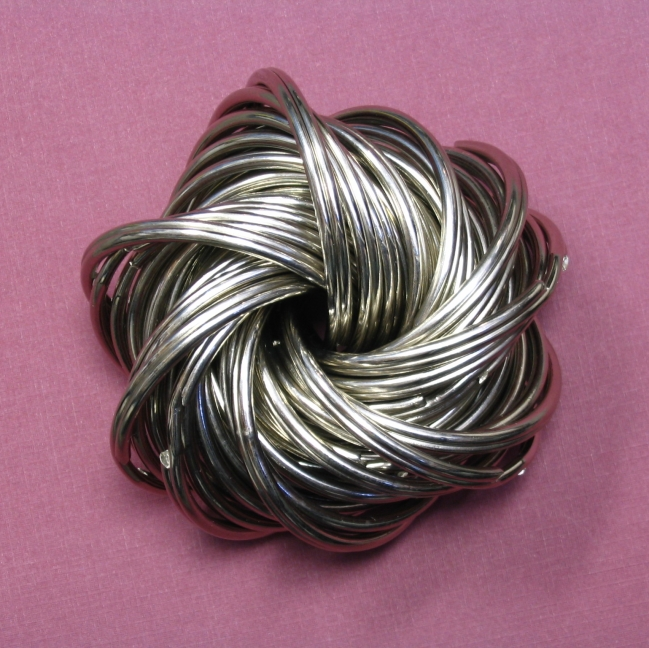
Este cuadro muestra parte de la Fibración de Hopf, un mapeo interesante de la esfera tridimensional a la esfera bidimensional. Este mapeo es el generador del tercer grupo de homotopía de la 2-esfera.

En el campo matemático de topología algebraica, los grupos de homotopía de esferas describen cómo esferas de variadas dimensiones pueden envolverse unas a otras. Son ejemplos de invariantes topológicas, las cuales reflejan, en términos algebraicos, la estructura de esferas vistas como espacios topológicos, olvidando detalles geométricos precisos. A diferencia de los grupos de homología, los cuales son también invariantes topológicas, los grupos de homotopía son sorprendentemente complejos y difíciles de calcular.
El esfera n-dimensional unitaria — llamada el n-esfera por brevedad, y escrita como Sn — generaliza el círculo (S1) y la esfera (S2).  La n-esfera puede ser definida geométricamente como el conjunto de puntos en un espacio euclidiano de dimensión n + 1 ubicado a distancia 1 del origen.
- Datos: Q3118090